# تپه دمکه
تپه دمکه در شهرستان درگز، بخش چاپشلو، روستای دمکه واقع شده و این اثر در تاریخ ۱۰ دی ۱۳۸۱ با شمارهٔ ثبت ۶۷۲۲ به‌عنوان یکی از آثار ملی ایران به ثبت رسیده است.